# While You Were Out
While You Were Out (Mientras no estabas en Latinoamérica) era un programa televisivo americano estilo 'reality' que duraba una hora y que fue transmitido en el canal del cable TLC. El formato es similar al de la serie Trading Spaces (que, a su vez, se basa en el programa  Changing Rooms de la BBC). Sin embargo, While You Were Out agregaba un toque de suspenso realizando los trabajos de redecoración en secreto.

## Premisa del programa
La serie comenzó con la premisa siguiente: Un individuo le preparaba una renovación sorpresa a un pariente o amigo. Un ejemplo típico de un episodio sería una esposa que desea sorprender a su marido renovando la sala. Envían a la persona que es fijada encima de la casa por dos días en una premisa phony, tal como vacaciones.
Mientras que la persona estaba fuera, el pariente o amigo, con la ayuda de un diseñador, redecora una área de la casa, aunque también se trabajaron jardines. El presupuesto inicial para la renovación era de $1000, aunque luego subió más adelante a $1.500, y luego a $2.000. 
Los diseñadores trabajaban con el pariente o amigo para crear un diseño, comprar los materiales y redecorar el área seleccionada dentro de un plazo de 32 horas, aunque al principio del programa el diseñador realizaba su propuesta sin consultar al amigo/pariente y el diseño era una sorpresa para todos hasta que empezaban los trabajos. Mientras que la redecoración se realizaba, un camarógrafo secreto sigue a la persona que se ha sacado de la casa y la entrevista sin que sospechen. El video se utiliza para interrogar al esposo, pariente o amigo que se ha quedado en casa. Si la persona contesta bien las preguntas, se ganaba un artículo (una lámpara, una mesa) que mejoraba el decorado de la habitación.
Al final de cada episodio, la persona a quien se le había enviado fuera regresaba a casa y su reacción ante la renovación sorpresa era filmada. Luego se le realizaba una pregunta extra para que ganara un premio adicional.
Uno de los aspectos que hicieron de Trading Spaces y While You Were Out separarse de los programas de renovación realizados anteriormente fue que mostraban claramente los conflictos entre los integrantes del elenco, los trabajadores y los dueños de casa. Estos conflictos eran bastante amistosos, pero algunas veces resultaban algunos altercados muy agrios. While You Were Out, en particular, mostraba muchos aspectos poco comunes de las personalidades de tanto los integrantes del elenco como de los invitados.
En algunas ocasiones, el individuo a quien se quería sorprender no gustaba de las renovaciones. El último episodio de Teresa Strasser es infame por eso mismo. El esposo regresó a descubrir que su patio tenía un gran agujero en él y se puso a gritarle a su mujer hasta que ella sollozaba.
La premisa del programa fue evolucionando un poco mientras la serie progresaba.

## Historia del programa y variaciones por temporada
Durante la temporada 1 había cuatro preguntas. El individuo que estaba preparando la sorpresa (a quien se le refería como "dueño de casa") para su ser querido, tenía que responder tres preguntas. Por cada pregunta había un premio de consolación en caso de que el dueño de casa fallara. Normalmente el premio de consolacióin era una versión en miniatura o en juguete del artículo original (por ejemplo, un sacapuntas de globo terráqueo en lugar de un globo auténtico). El programa fue presentado inicialmente por Anna Bocci, quien se marchó pronto y fue reemplazada por la actriz y escritora Teresa Strasser, quien permaneció por el resto de la temporada. Strasser nunca se consideró a sí misma especialmente hábil con las herramientas, pero compensaba con su empatía con los dueños de casa —sus desventuras la hacían llorar en ocasiones—, aunque también poseía un sentido del humor bastante negro. Durante la era Strasser, el aspecto cómicamente secreto del programa fue enfatizado. Algunos programas empezaban con Strasser y el diseñador escondiéndose en una camioneta o en una casa de algún vecino temprano por la mañana mientras espiaban la salida del individuo a quien se le iba a sorprender.
Al principio de la temporada 2, Evan Farmer vino a bordo como anfitrión. Un actor, cantante y exmiembro de un grupo juvenil, Farmer era mucho más energético que Strasser y era un hábil carpintero por cuenta propia. Mientras que el humor de Strasser había sido verbal, Farmer se inclinó más hacia la comedia física. Farmer también disfrutó de una relación amigable con los diseñadores y los carpinteros. Mientras que Strasser dirigía con un nervioso estilo de madre gallina, Farmer bromeaba con el equipo por perder tiempo o por sus particularidades, como las actividades de Jason Cameron como fisiculturista. Nueva música y nuevos gráficos de presentación se introdujeron en el programa, se redujeron los cuestionarios de cuatro a tres y los premios de consolación se eliminaron. El dueño de casa sólo tenía que resolver dos preguntas mientras que la persona a quien se estaba sorprendiendo tenía que resolver solamente el tercer cuestionario. Solo una vez la persona sorprendida contestó mal la pregunta y perdió el premio.
Tanto Strasser como Farmer tenían gran dificultad para permitirle a los huéspedes perder premios. En más de una ocasión, ofrecieron 'pistas' tan obvias que esencialmente estaban regalando los premios.
Al principio de la temporada 3, el presupuesto fue elevado a $2,000, aunque los cuestionarios siguieron igual. Al final de la temporada, las preguntas y el camarógrafo secreto fueron eliminados completamente. Los dueños de casa también fueron involucrados en el diseño de la habitación.
La temporada 4 fue la última del programa, con el episodio final siendo transmitido el 5 de agosto de 2006. Este episodio estuvo lleno de contratiempos, incluyendo enfermedades en el set y con el vuelo de Farmer sufriendo un atraso que lo obligó a llegar al último día de filmación. El episodio terminó sin un reconocimiento claro de que se trataba del último episodio de la serie, aunque Farmer comentó al filmar la última escena que se trataba de 'el fin de una era', mientras que el diseñador John Bruce acercándose a la cámara para decir: "Muchas gracias, While You Were Out". Al final del programa, Farmer le dijo a la audiencia: "Los veremos hasta la próxima, en While You Were Out", tal vez for efecto de la costumbre, o bien para que los espectadores se mantuvieran viendo repeticiones sin darse cuenta de que el programa ya no estaba en producción.
Debido al éxito del programa en América Latina, se creó el programa Mientras No Estabas, presentado por Arturo.

## Otras variaciones
Durante la filmación de la serie, los productores utilizaron diferentes formatos para el programa, incluyendo:
- Tener únicamente un carpintero en el episodio.
- Tener un día de filmación, en lugar de dos.
- Traer a diseñadores o carpinteros de Trading Spaces (y viceversa -los carpinteros de While You Were Out han hecho varias apariciones en Trading Spaces).
- Poner a uno de los carpinteros o al anfitrión a diseñar la habitación.
- Diseños express, en donde no se le permitía a los diseñadores ver la habitación sino hasta el día antes de filmación, aunque a los carpinteros y al anfitrión se les daba acceso previo. En los últimos programas mostraban a los carpinteros y diseñadores comprando los materiales en lo que se llamaba 'día cero' (el día antes al inicio de la filmación).
- Redecorar una habitación para invitados especiales: entre estos invitados se contaron Penn Jillette (para su colega, Teller), Shannon Elizabeth (para su entonces esposo) y el futbolista LaVar Arrington (para su hermano).

## Impacto cultural
Tanto While You Were Out como Trading Spaces fueron muy populares cuando eran nuevos, y por meses TLC los transmitió en horario principal de forma continua, presentándolos uno tras otro y en formato maratón. Los programas influyeron a docenas de otros programas de renovación doméstica. (El programa Debbie Travis' Facelift, por ejemplo, utiliza un formato casi idéntico al de las primeras temporadas de While You Were Out). Ambos programas se vieron ampliamente parodiados: Comedy Central creó un anuncio para un programa de reality ficticio llamado While You Were Drunk (‘Mientras estabas borracho’), que trataba de parejas que se habían ligado mientras estaban intoxicadas. Al final, la sobreabundancia de programas similares agotó a la audiencia.
Otra cosa que afectó al programa fue el cambio de formato realizado por el canal TLC, que se enfocó en temas más sensacionalistas (programas sobre tatuadores, enanos, y programas reality con celebridades poco conocidas como Tanya Tucker y Adam Carolla). Los programas más antiguos del canal fueron cancelados, sufrieron cambios de formato o bien fueron cambiados a horarios menos apetecidos. While You Were Out cambió de horario tantas veces que aun los fanáticos más acérrimos no pudieron seguirle la pista al programa, y no se sabe si estos cambios de formato tan frecuentes fueron a consecuencia de la baja de popularidad o bien la causaron. Durante la cuarta temporada, TLC transmitió los últimos episodios en las tardes de sábado, reemplazándolos sin previo aviso por alguna otra serie. A juzgar por los comentarios en el foro oficial del programa, el proceder de TLC hacia la serie causó un sentimiento muy hostil entre sus aficionados más entusiastas.

## Elenco
Una lista del equipo es como sigue: 
Anfitriones
- Evan Farmer (temporadas 2 - 4)
- Teresa Strasser (temporada 1, episodios 11-60)
- Anna Bocci (temporada 1, episodios 1-10)

Diseñadores
- John Bruce (temporada 1 - 4)
- Chayse Dacoda (temporada 1 - 4)
- Nadia Geller (temporadas 2 - 4)
- Lauren Lake (temporada 1)
- Mark Montano (temporadas 2 - 4)
- Christy Schlesinger (temporada 1)
- Stephen Saint-Onge (temporada 1 - 2)

Diseñadores de paisaje
- Peter BonSey (temporada 1)
- Mayita Dinos (temporada 1)

Carpinteros
- Ali Barone (temporadas 2 - 3)
- Jason Cameron (temporada 2 - 4)
- Andrew Dan-Jumbo (temporadas 1 - 4)
- Troy Dunn (temporada 1)
- Jennifer Ann Halpern (temporada 1)
- Adrienne Haitz (temporada 1)
- Jaqui Jameson (temporada 1)
- Leslie Segrete (temporada 1 - 4)

## Versiones
El 7 de septiembre de 2009 se estrenó la versión para España con el título de Reforma Sorpresa en el canal Cuatro.